# エレウテルス (ローマ教皇)
エレウテルス（Eleuterus, ? - 189年）は、ローマ教皇（在位：175年 - 189年）。
伝承ではニコポリスの出身で、キリスト教に改宗したブリトン人の王ルシウスと手紙のやりとりをしていたというが、史実の裏づけはない。カトリック教会の聖人であり、伝統的に殉教者であったとされてきた。記念日は5月26日。